# Rata de les Nicobar
La rata de les Nicobar (Rattus burrus) és una espècie de mamífer rosegador de la família dels múrids que només viu en tres de les illes Nicobar: Gran Nicobar, Petita Nicobar i l'illa Trinket. (Índia).